# Geudae geurigo na
Geudae geurigo na (hangeul: 그대 그리고 나, lett. Tu ed io; titolo internazionale You and I) è una serie televisiva sudcoreana trasmessa su MBC dall'11 ottobre 1997 al 26 aprile 1998.

## Trama
Park Jae-chul è un marinaio e il padre di quattro figli. Dong-kyu lavora ed, essendo il più anziano, si assume la responsabilità della famiglia; è innamorato della sua collega, Yoon Su-kyung, con la quale sta cercando di organizzare il matrimonio. Young-kyu sogna soltanto di sposare una ragazza ricca e, durante il servizio militare, è riuscito a circuire una ragazza di campagna, Mi-sook, che, accecata dall'amore, provvede a tutti i suoi bisogni. Sang-ok, l'unica femmina della famiglia, è una studentessa universitaria. Min-kyu, il figlio più giovane, è un ragazzo tranquillo e introverso e si tiene a distanza dalla famiglia poiché di madre diversa. Nonostante sia un talentuoso pittore, non sfrutta le sue capacità, che suo fratello Young-kyu e la ricca Shi-yeon lo esortano a coltivare.

## Personaggi
- Yoon Su-kyung, interpretata da Choi Jin-sil
- Park Dong-kyu, interpretato da Park Sang-won
- Park Young-kyu, interpretato da Cha In-pyo
- Park Min-kyu, interpretato da Song Seung-hun
- Park Jae-chul, interpretato da Choi Bool-am
- Kim Eun-soon, interpretata da Kim Hye-ja
- Park Sang-ok, interpretata da Seo Yoo-jung
- Mi-sook, interpretata da Kim Ji-young
- Shi-yeon, interpretata da Lee Bon

## Ascolti
| Episodio | Data di trasmissione | Dati TNmS |
| -------- | -------------------- | --------- |
| 1        | 11 ottobre 1997      | 28,6%     |
| 2        | 12 ottobre 1997      | 27,8%     |
| 3        | 18 ottobre 1997      | 28,6%     |
| 4        | 19 ottobre 1997      | 29%       |
| 5        | 25 ottobre 1997      | 27,5%     |
| 6        | 26 ottobre 1997      | 29,4%     |
| 7        | 1 novembre 1997      | 26,4%     |
| 8        | 2 novembre 1997      | 33,6%     |
| 9        | 8 novembre 1997      | 35%       |
| 10       | 9 novembre 1997      | 39,8%     |
| 11       | 15 novembre 1997     | 28%       |
| 12       | 16 novembre 1997     | 40,7%     |
| 13       | 22 novembre 1997     | 30,8%     |
| 14       | 23 novembre 1997     | 33%       |
| 15       | 29 novembre 1997     | 29,6%     |
| 16       | 30 novembre 1997     | 36,4%     |
| 17       | 6 dicembre 1997      | 27,3%     |
| 18       | 6 dicembre 1997      | 39,1%     |
| 19       | 12 dicembre 1997     | 37,1%     |
| 20       | 13 dicembre 1997     | 46,0%     |
| 21       | 20 dicembre 1997     | 37,2%     |
| 22       | 21 dicembre 1997     | 48,8%     |
| 23       | 27 dicembre 1997     | 40,3%     |
| 24       | 28 dicembre 1997     | 47,4%     |
| 25       | 3 gennaio 1998       | 40,4%     |
| 26       | 4 gennaio 1998       | 49,4%     |
| 27       | 10 gennaio 1998      | 42,8%     |
| 28       | 11 gennaio 1998      | 47,6%     |
| 29       | 17 gennaio 1998      | 31,6%     |
| 30       | 17 gennaio 1998      | 46,2%     |
| 31       | 24 gennaio 1998      | 46,8%     |
| 32       | 25 gennaio 1998      | 46,7%     |
| 33       | 31 gennaio 1998      | 47,8%     |
| 34       | 1 febbraio 1998      | 62,9%     |
| 35       | 7 febbraio 1998      | 63,0%     |
| 36       | 8 febbraio 1998      | 60,4%     |
| 37       | 14 febbraio 1998     | 46,0%     |
| 38       | 15 febbraio 1998     | 44,8%     |
| 39       | 21 febbraio 1998     | 34,9%     |
| 40       | 22 febbraio 1998     | 49,2%     |
| 41       | 28 febbraio 1998     | 44,8%     |
| 42       | 1 marzo 1998         | 48,6%     |
| 43       | 7 marzo 1998         | 47,1%     |
| 44       | 8 marzo 1998         | 49,3%     |
| 45       | 14 marzo 1998        | 46,9%     |
| 46       | 15 marzo 1998        | 61,6%     |
| 47       | 21 marzo 1998        | 44,4%     |
| 48       | 22 marzo 1998        | 61,9%     |
| 49       | 28 marzo 1998        | 44,8%     |
| 50       | 29 marzo 1998        | 47,7%     |
| 51       | 4 aprile 1998        | 54,5%     |
| 52       | 5 aprile 1998        | 58,8%     |
| 53       | 11 aprile 1998       | 46,6%     |
| 54       | 12 aprile 1998       | 62,4%     |
| 55       | 18 aprile 1998       | 52,0%     |
| 56       | 19 aprile 1998       | 58,5%     |
| 57       | 25 aprile 1998       | 48,7%     |
| 58       | 26 aprile 1998       | 66,9%     |
| Media    | Media                | 44,8%     |